# Чернеев, Дмитрий Тимофеевич
Черне́ев Дми́трий Тимофе́евич (25 ноября 1919 — 28 мая 1987) — участник Великой Отечественной войны, командир бронемашины разведывательной роты 18-й гвардейской механизированной бригады (5-й механизированный корпус, 6-я танковая армия, 2-й Украинский фронт). Один из 29 полных кавалеров, награждённых четырьмя орденами Славы (двумя орденами Славы 2-й степени).

## Биография
Родился 25 ноября 1919 года в селе Нововознесеновка в семье крестьянина. Русский по национальности. В 1930 году с родителями переехал в село Аджамовка Хабарского района, здесь окончил 7 классов. Работал комбайнером в Ильинской МТС.
В августе 1939 года был призван в Красную Армию Хабарским райвоенкоматом. Службу проходил на Дальнем Востоке.
В боях Великой Отечественной войны с июня 1942 года. Воевал на Юго-Западном, Западном, 1-м и 2-м Украинских фронтах. В 1942 году вступил в ВКП(б)/КПСС. Участвовал в Сталинградской битве. К декабрю 1942 года воевал в разведывательной роте 45-й механизированной бригады. Неоднократно проникал в тыл противника, добывал ценный сведения. К июню 1943 года был награждён двумя медалями «За отвагу».
6 июня 1944 года в районе населенного пункта Стынка (11 км севернее города Яссы, Румыния), старший сержант Чернеев, находясь в разведке во главе группы воинов, собрал ценные сведения о противнике. Возвращаясь в своё расположение, разведчики уничтожили огневую точку и захватили пулемет противника. 7 июня при отражении контратаки пехоты и танков заменил выбывшего из строя бронебойщика и из ПТР подбил бронетранспортер, уничтожил 4 солдат.
Приказом по войскам 5-го механизированного корпуса (№ 028/н) от 3 августа 1944 года старший сержант Чернеев Дмитрий Тимофеевич награждён орденом Славы 3-й степени.
14 декабря 1944 года у города Шахы (на границе Венгрии и Чехословакии) старший сержант Чернеев при отражении атаки противника поднял в контратаку своих разведчиков, увлекая за собой пехотинцев, державших оборону. Помог стрелкам отразить атаку врага, нанеся ему большой урон. 18 декабря 1944 года в районе населенного пункта Плаштовце (3 км севернее города Шахы, Чехословакия) с группой разведчиков проник на 25 км в глубину обороны противника и связался с отрядами советских партизан. При прохождении линии обороны лично сразил более 10 солдат и захватил 1 пленного. Разведчики добыли ценные сведения о противнике, о его коммуникациях, дислокации живой силы и техники, схему расположения военных объектов в городе Братислава и передали их в штаб. Так же Чернеев задержал немецкого агента и передал его в СМЕРШ.
За этот разведвыход был представлен к награждению орденом Красного Знамени, 3 февраля 1944 года Военным советом 6-й гвардейской танковой армии статус награды был изменён, но к тому времени разведчик Чернеев вновь отличился и был представлен к новой награде.
7 января 1945 года при прорыве обороны противника в районе деревни Капрош (Венгрия) группа разведчиков под командованием старшего сержанта Чернеева разгромила засаду противника. Было уничтожено 7 вражеских солдат, захвачено орудие и 16 повозок в боеприпасами. 21 января 1945 года у деревни Мочка, когда после внезапной атаки противника на поле боя остались раненые солдаты и офицеры, разведчики под огнём противника вынесли 5 раненых офицеров. Был представлен к награждению орденом Славы 2-й степени, на этот раз представление было утверждено без изменений.
Приказами по войскам 6-й гвардейской танковой армии от 5 февраля 1945 года (№ 6/н, за бои в декабре) и от 22 февраля 1945 года (№ 27/н, за бои в январе) старший сержант Чернеев Дмитрий Тимофеевич награждён двумя орденами Славы 2-й степени.
8 марта 1945 года действуя в тылу противника близ городе Банска-Бистрица (Словакия) командир бронемашины старший сержант Чернеев с группой разведчиков обнаружил большую группу вражеских саперов и вступил с ней в схватку, разрушил созданные ею инженерные сооружения, ликвидировал более 10 гитлеровцев и 3 взял в плен. 24 марта 1945 года в ходе поиска у населенного пункта Паца (35 км юго-западнее города Дьер, Венгрия) обстрелял колонну отступающей пехоты противника, поразив с бойцами более 20 солдат. 10 апреля 1945 года, будучи в разведке в городе Вена (Австрия), попал с разведчиками в засаду и вел бой до подхода основных сил, истребил при этом более 10 гитлеровцев.
После Победы корпус, в котором воевал Чернеев, был переброшен на Дальний Восток. Участвовал в переходе через Большой Хинган, войну закончил в Порт-Артуре.
Указом Президиума Верховного Совета СССР от 15 мая 1946 года за образцовое выполнение боевых заданий командования на фронте борьбы с немецкими захватчиками и проявленные при этом доблесть и мужество старший сержант Чернеев Дмитрий Тимофеевич награждён орденом Славы 1-й степени. Стал полным кавалером ордена Славы.
В 1946 году старшина Чернеев был демобилизован. Вновь пришел работать в Ильинскую МТС, был шофёром, механиком-контролером, заместителем директора МТС по политчасти. Затем работал заведующим сельхозотдела райкома партии, по собственной просьбе был направлен в колхоз. Много лет трудился в колхозе «Красное знамя» в селе Топольное: был председателем, работал управляющий отделением. С 1962 года работал директором Хабарского откормсовхоза. В 1972 году окончил сельскохозяйственный техникум. Последние годы был председателем профкома совхоза «Ильинский».
Жил в селе Новоильинка Хабарского района Алтайского края. Скончался 28 мая (по другим данным или 25 или 29 мая) 1987 года. Похоронен на Новоильинском кладбище Хабарского района.

## Награды и звания
- Орден Славы 1-й степени (№ 1800)
- Два ордена Славы 2-й степени (№ 8986 и № 46176)
- Орден Славы 3-й степени (№ 75200)
- Два ордена «Знак Почета»
- Орден Отечественной войны 1-й степени (11.03.1985)
- Две медали «За отвагу» (10.07.1943, 03.01.1943)
- другие медали